# Gero Miesenböck

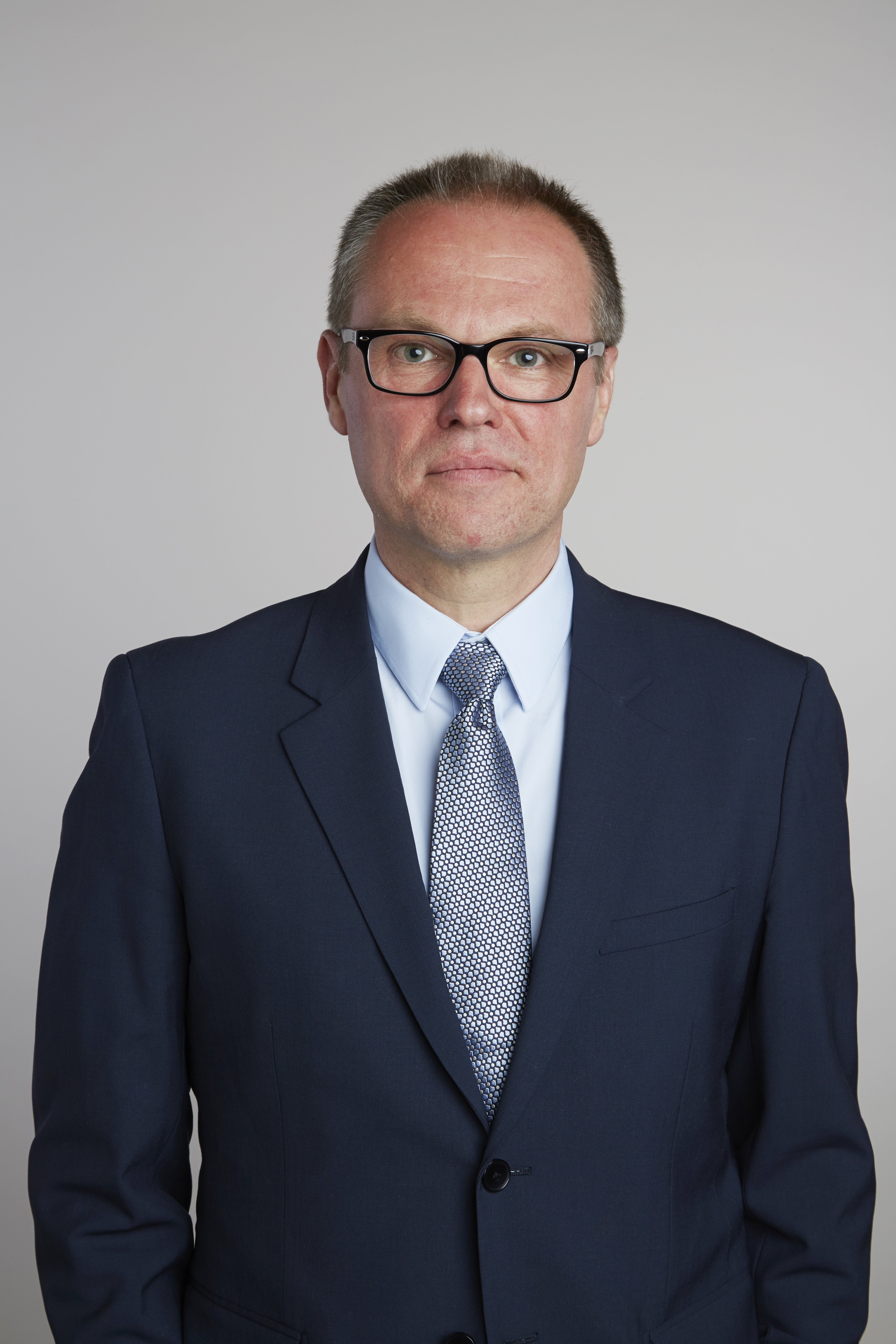
Gero Miesenböck (2015)

Gero Miesenböck (* 15. Juli 1965 in Braunau am Inn) ist ein österreichischer Neurophysiologe. Er gilt als einer der Pioniere des wissenschaftlichen Forschungsgebiets der Optogenetik.

## Leben
Miesenböck studierte an der Universität Innsbruck Medizin. Er wurde 1991 sub auspiciis Praesidentis rei publicae mit der Dissertationsschrift Relationship of triglyceride and high-density lipoprotein metabolism promoviert. Als Postdoktorand arbeitete er von 1992 bis 1998 bei James Rothman am Memorial Sloan-Kettering Cancer Center in New York City.
1999 erhielt er eine Assistenzprofessur (Assistant Professor) für Zellbiologie und Genetik und für Neurowissenschaften an der Cornell University in New York; 2004 ging Miesenböck als Associate Professor für Zellbiologie und für Zelluläre und Molekulare Physiologie an die Yale University School of Medicine in New Haven, Connecticut. 2007 erhielt Miesenböck einen Ruf an die University of Oxford als Waynflete Professor für Physiologie. 2011 wurde er Gründungsdirektor des dortigen Centre for Neural Circuits and Behaviour.

## Wirken
Ab 1999 legte Miesenböck – teilweise gemeinsam mit Boris V. Zemelman – die Grundlagen der Optogenetik, mit deren Hilfe sich Neuronen mittels Licht selektiv aktivieren lassen.
Miesenböck befasst sich mit neuronalen Erregungskreisen, die er überwiegend am Modellorganismus der Drosophila melanogaster studiert. Hierbei sucht er nach den elementaren Erregungskreisen, die Vorgänge wie Informationsintegration über die Zeit, Anwendung von Schwellenwerten bei der Entscheidungsfindung, Fehlersignale oder Informationsspeicherung realisieren. Optogenetische Techniken erlauben dabei, mit hoher Genauigkeit bestimmte Gruppen von Neuronen zu aktivieren, die für bestimmtes Verhalten verantwortlich sind, und Erregungskreise von Neuronen zu erkennen und Hypothesen über ihre Funktionsweise zu testen.
Seit 2019 zählt ihn der Medienkonzern Clarivate zu den Favoriten auf einen Nobelpreis (Clarivate Citation Laureates).

## Auszeichnungen (Auswahl)
- 2008: Mitglied der European Molecular Biology Organization
- 2009: Bayliss-Starling Prize Lecture
- 2012: InBev-Baillet Latour Health Prize
- 2013: Brain Prize[7]
- 2013: Jacob Heskel Gabbay Award in Biotechnology and Medicine[8]
- 2014: Korrespondierendes Mitglied im Ausland der Österreichischen Akademie der Wissenschaften
- 2014: Kulturpreis des Landes Oberösterreich[9]
- 2015: BBVA Foundation Frontiers of Knowledge Award
- 2015: Fellow of the Royal Society (London)[10]
- 2015: Heinrich-Wieland-Preis
- 2016: Mitglied (Matrikel-Nr. 7693) der Leopoldina – Deutsche Akademie der Naturforscher[11]
- 2016: Wilhelm-Exner-Medaille
- 2016: Massry Prize
- 2017: Mitglied der Academia Europaea[12]
- 2019: Rumford-Preis
- 2019: Warren Alpert Foundation Prize
- 2020: Shaw Prize
- 2022: Louisa-Gross-Horwitz-Preis
- 2023: Japan-Preis
- 2025: Mitglied der National Academy of Sciences